# Huecas (kommunhuvudort)
Huecas är en kommunhuvudort i Spanien.   Den ligger i provinsen Toledo och regionen Kastilien-La Mancha, i den centrala delen av landet, 60 km sydväst om huvudstaden Madrid. Huecas ligger 555 meter över havet och antalet invånare är 526.
Terrängen runt Huecas är platt, och sluttar söderut. Runt Huecas är det ganska tätbefolkat, med 65 invånare per kvadratkilometer. Närmaste större samhälle är Fuensalida, 4,6 km norr om Huecas. Trakten runt Huecas består till största delen av jordbruksmark.